# Свемир 25
Свемир 25 је назив за низ експеримената које је спровео на пацовима на имању близу Роквила у Мериленду Џон Калхоун између 1958. и 1962. године. У експериментима, Калхоун и његови истраживачи створили су низ „пацовских утопистичких друштава“ - затворених простора у којима су пацови имали неограничен приступ храни и води и више него довољно простора, омогућавајући несметан раст популације. Калхоун је у свом извештају од 1. фебруара 1962. у чланку под насловом „Густина популације и социјална патологија“ у часопису Сциентифик Американ о експерименту са пацовима сковао термин „колапс понашања“. Касније ће изводити сличне експерименте на мишевима, у периоду од 1968. до 1972. године.
Калхоунов рад постао је коришћен као животињски модел друштвеног колапса, а његова студија постала је камен темељац урбане социологије и психологије уопште.
У студији из 1962. године Калхоун је понашање пацова описао на следећи начин:
„Многе женке пацова нису могле да носе трудноћу до краја или да преживе пуштање легла ако јесу. Још већи број, након успешног порођаја, није успео у мајчинским функцијама. Међу мушкарцима поремећаји понашања кретали су се од сексуалних девијација до канибализма и од френетичне прекомерне активности до патолошког повлачења из којег би појединци излазили да би јели, пили и кретали се само када би други чланови заједнице спавали. Друштвена организација животиња показала је једнак поремећај. ...
Уобичајени извор ових поремећаја постао је најдраматичнији очигледан у популацијама наше прве серије од три експеримента, у којима смо посматрали развој онога што смо назвали колапсом понашања. Животиње би се у највећем броју скупиле у једној од четири међусобно повезаних ограда у којима се одржавала колонија. Чак 60 од 80 пацова у свакој експерименталној популацији окупило би се у једној прегради током периода храњења. Појединачно пацови би ретко јели, осим у друштву других пацова. Као резултат тога, у прегради усвојеној за јело развиле су се екстремне густине популације, а остале су остатке ретке.
... У експериментима у којима се развио колапс понашања, смртност дојенчади износила је чак 96 процената међу свим групама становништва.”
Калхоун се повукао из Националног института за ментално здравље 1984. године, али је наставио да и даље ради на својим истраживања све до своје смрти 7. септембра 1995. године. 

## Експерименти
Калхоунови рани експерименти са пацовима изведени су на пољопривредном земљишту у Роквилу, у држави Мериленд, почев од 1947. године.
Док је Калхоун радио у Националном институту за ментално здравље 1954. године, започео је бројне експерименте са пацовима и мишевима. Током својих првих тестова, у халу у округу Монтгомери ставио је око 32 до 56 глодара у простор од 10 к 14 стопа. Простор је одвојио у четири собе. Свака соба је посебно створена за подршку десетак дозрелих смеђих норвешких пацова. Пацови су могли да маневришу између соба помоћу рампи. Будући да је Калхоун пружао неограничене ресурсе, као што су вода, храна, а такође и заштиту од предатора као и од болести и временских прилика, пројекат је назван "утопија пацова" или "мишји рај".
Калхун је саградио такозвани „рај за мишеве“, посебно дизајниран простор у којем су глодари имали обиље хране и воде, као и велики животни простор. У почетку је ставио четири пара мишева који су се у кратком времену почели размножавати, услед чега је њихова популација нагло расла. Међутим, након 315 дана њихова репродукција почела је значајно опадати. Када је број глодара досегао 600, између њих се формирала хијерархија и тада су се појавили такозвани „бедници“. Већи глодари почели су нападати групу, што је имало за последицу да су се многи мужјаци почели психолошки „урушавати“. Као резултат тога, женке нису штитили, а оне су заузврат постале агресивне према својој деци. Како је време пролазило, женке су исказивале све агресивније понашање, изолацијске елементе и недостатак репродуктивног расположења. Забележен је низак наталитет, а истодобно и пораст смртности млађих глодара. Тада се појавила нова класа мушких глодара, такозвани „лепи мишеви“. Одбили су да се паре са женкама или да се „боре“ за свој простор. Бринули су само о храни и сну. У једном тренутку „лепи мужјаци“ и „изоловане женке“ чиниле су већину популације. Како је време одмицало, смртност малолетника достигла је 100%, а репродукција нулу. Међу угроженим мишевима примећене су хомосексуалне склоности, а истодобно се повећао и канибализам, упркос чињеници да је било пуно хране. Две године након почетка експеримента, рођено је последње младунче из колоније. Дана 920. забележено је последње зачеће, а до 23. маја 1973. године, четири године и десет месеци након колонизације, експеримент је убио последњег миша у Свемиру. Калхун је касније рекао да су створења претрпела две смрти. Прва је била смрт њиховог духа и друштва. „Друга смрт“ била је смрт њиховог физичког тела. Џон Калхун поновио је исти експеримент још 25 пута, и сваки пут је резултат био исти. Калхунов научни рад кориштен је као модел за тумачење друштвеног колапса, а његово истраживање служи као основа за проучавање урбане социологије.
Након његових ранијих експеримената са пацовима, Калхоун ће касније створити своје „Животно окружење за мишеве који инхибирају смртност“: квадратни кавез од 101 инча за мишеве са храном и водом допуњаван је да подржи било какав пораст популације. У његовом најпознатијем експерименту у серији „Свемир 25“, популација је достигла максимум од 2.200 мишева и након тога показивала је мноштво абнормалних, често деструктивних понашања. До 600. дана, становништво је било на путу изумирања.

## Културни утицај
Чланак Сциентифик Америцан из 1962. године настао је у време када је пренасељеност постала предмет великог јавног интереса и имала је значајан културни утицај. Студија је директно наведена у неким белетристичким делима, и можда је утицала на многа друга. 